# Volker Beck
Häcklöparen, se Volker Beck (friidrottare)

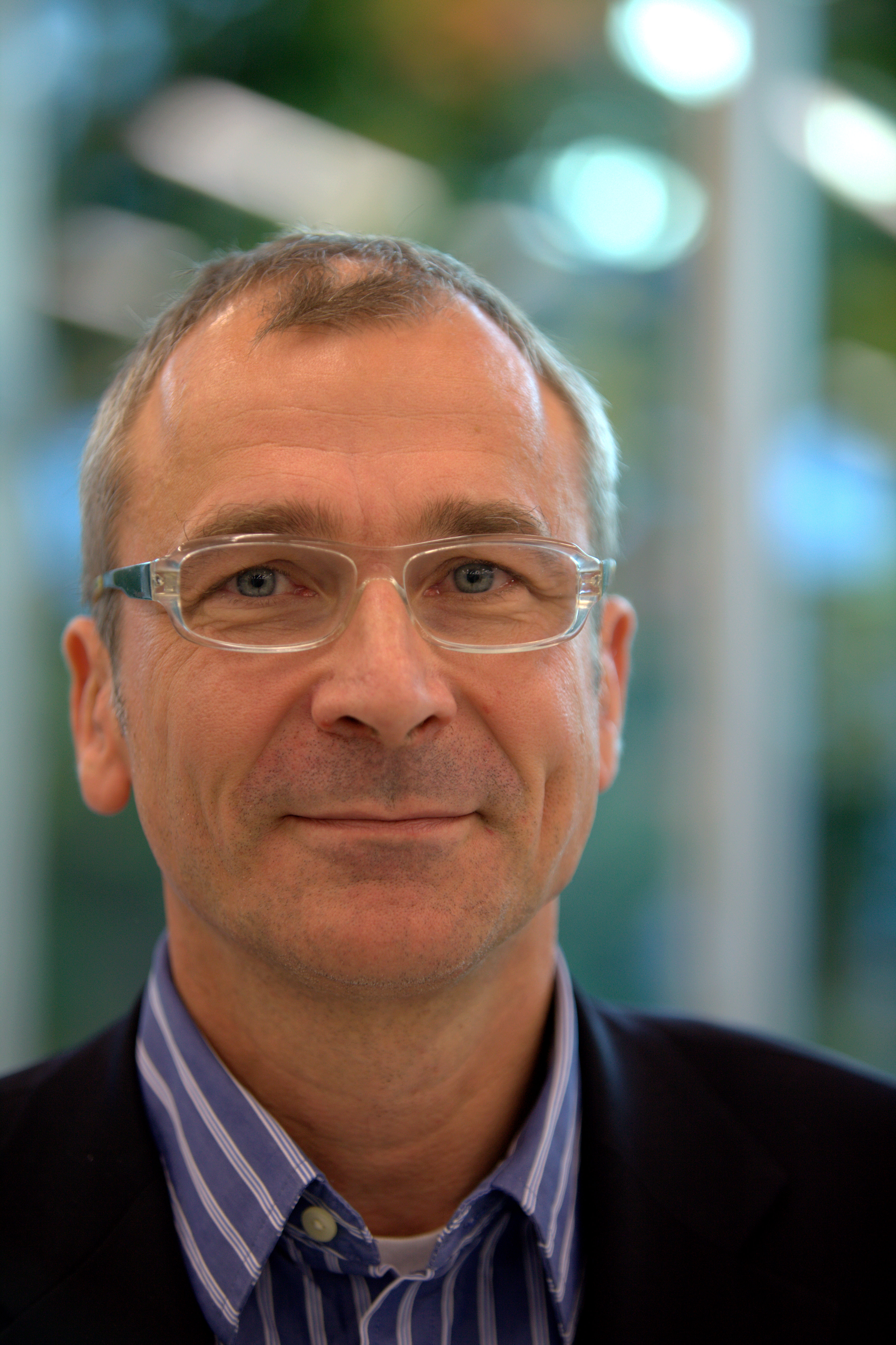
Volker Beck 2010

Volker Beck, född 12 december 1960, är en tysk politiker inom Bündnis 90/Die Grünen. Han är ledamot av förbundsdagen från Köln och medlem av partirådet. 
Beck är välkänd för sitt engagemang inom frågor rörande homosexuellas rättigheter. I tio år var han talesperson för Tysklands förening för homosexuella och han är också känd för sin kampanj för legalisering av samkönade äktenskap. Han har kämpat för lika rättigheter för homosexuella sedan 1980-talet. Han stödjer en antidiskrimineringsstadga inom civilrätten, och nyligen bestämde den tyska förbundsdagen att uppföra ett nationellt minnesmärke för de homosexuella som förföljdes under Nazityskland. Minnesmärket uppfördes i centrala Berlin.
Beck har också spelat en stor roll i arbetet att kompensera landets offer för nazismen. Han grundade bland annat en fond avsedd för personer som tvingades till slavarbete under andra världskriget.
Mellan 2001 och 2004 var han chefsförhandlare för sitt parti angående landets nya immigrationslag. Han är allmänt känd för att vara en duktig förhandlare.
Idag har han och hans partner hus i Köln, Berlin och Paris.